# Imre Trencsényi-Waldapfel
Imre Trencsényi-Waldapfel (16. června 1908 Budapešť – 2. června 1970 Budapešť) byl maďarský klasický filolog, literární historik, náboženský historik, univerzitní profesor, překladatel, člen korespondent (1949) a poté řádný člen (1950) Maďarské akademie věd. Jeho výzkumné oblasti byly starověké literární dějiny, náboženské dějiny, maďarské literární dějiny a humanismus.

## Život
Imre Trencsényi-Waldapfel se narodil v židovské rodině v Budapešti. Jeho otec, Dr. János Waldapfel, byl středoškolským učitelem. Jeho matka je Anna Weissová. V roce 1932 absolvoval maďarsko-latinsko-řecký obor na Katolické univerzitě Petra Pázmánye, kde byl žákem Jánose Horvátha, Károly Kerényiho a Gyuly Hornyánszkého. V letech 1937-38 redigoval s Annou Hajnal časopis Argonauták. Do roku 1938 byl soukromým učitelem. V letech 1938 až 1946 pracoval jako korektor v Új Idők Rt. a přispíval také do lexikonu Új Idők. V letech 1946 až 1948 se stal zaměstnancem Střediska lidové výchovy v hlavním městě a také sloupkařem deníku Új Szó. 26. června 1948 byl jmenován univerzitním profesorem a pověřen vedením katedry klasiky a filologie na univerzitě v Szegedu. V akademickém roce 1949/1950 byl rektorem univerzity v Szegedu. V letech 1950 až 1970 vedl Ústav latinsko-řecké filologie na Univerzitě Loránda Eötvöse. V letech 1950 až 1953 působil také jako rektor Univerzity Loránda Eötvöse.
Byl členem Maďarské společnosti starožitností a nějakou dobu jejím prezidentem. Spolu se svou ženou vydal několik svazků příběhů pro mládež a napsal úvody k maďarskému vydání děl řeckých a latinských autorů. Publikováno bylo přibližně čtyři sta jeho studií, jejichž rozsah sahá od Hésiodose po Gorkého a od Jánose Küküllei po Attilu Józsefa. V jeho životopise tvoří neodmyslitelnou jednotku akademická výuka a literární činnost. Většina jeho spisů se zabývala řeckou a latinskou antikou a jejím pokračováním. Vzájemně studoval vliv maďarské a latinské básnické praxe. Redigoval několik antologií světové literatury. V roce 1955 byla vybraná díla Cicera vydána pod jeho úpravou a z velké části přeložena. Upozornil na dávné paralely betlémů a jako první psal o dávných předchůdcích betlémářského zvyku v úvodu k Pásztori Magyar Vergilius. Udělal hodně, aby představil spisovatele klasického humanismu, jako je řecká literární historie. Napsal deset sešitů klasických portrétů. Jeho studie Erasmus a jeho maďarští přátelé (maďarsky Erasmus és magyar barátai) se vyznačuje filozofickým přístupem. Zabýval se náboženskohistorickým výzkumem a se svou ženou zkoumal i adaptace lidových pohádek a psal i moderní pohádky. Přeložil mj. Hésiodovy eposy a Sofoklovu tragédii Antigona.

## Výběr z díla
- Erasmus és magyar barátai, Officina, Budapest, 1941.
- Humanizmus és nemzeti irodalom, Akadémiai Kiadó, Budapest, 1966.
- Mitológia, Gondolat, Budapest, 1968 (Mytologie, Odeon, Praha 1967).